# Tudorel Stoica
Tudorel Stoica (ur. 7 września 1954 w Braile) – rumuński piłkarz, występujący na pozycji defensywnego pomocnika, i trener piłkarski. Jest wychowankiem klubu Politehnica Gałacz. W 1974 roku w barwach FCM Galați zadebiutował w Divizii A, a rok później przeniósł się do Steauy Bukareszt, gdzie występował przez czternaście kolejnych lat. Siedmiokrotnie zdobył z nią mistrzostwo kraju, ponadto triumfował w Pucharze Mistrzów oraz Superpucharze Europy, i awansował do półfinału i – ponownie – do finału Pucharu Mistrzów. W 1989 roku wyjechał do francuskiego RC Lens, ale grał w nim tylko jeden sezon. Piłkarską karierę zakończył w 1991 roku w barwach Steauy.
W sezonie 1991–1992 był asystentem trenera w tym klubie. Później zamieszkał w Belgii, gdzie krótko pracował w RSC Anderlecht jako trener młodzieży. Jego syn Alin Stoica również jest piłkarzem.

## Sukcesy piłkarskie
- mistrzostwo Rumunii 1976, 1978, 1985, 1986, 1987, 1988 i 1989, Puchar Rumunii 1976, 1979, 1985, 1987, 1988 i 1989, Puchar Mistrzów 1986, Superpuchar Europy 1987, półfinał Pucharu Mistrzów 1988 oraz finał Pucharu Mistrzów 1989 ze Steauą Bukareszt